# …すぎなレボリューション
『…すぎなレボリューション』は、小池田マヤによる日本の4コマ漫画作品。
『Kiss』（講談社）にて1998年21号から2003年1号まで連載された。単行本は全8巻。2005年にモーニングワイドKC（同）から新装版で全3巻が刊行された。

## あらすじ
倉井すぎなは地味で無愛想、小太りで、30歳目前でありながら男性経験のないお局様であった。しかし深酒した晩の翌朝目覚めると、ベッドには裸の自分と破瓜（処女喪失）の痛みだけが残されていた。誰が初体験の相手なのか気になりつつも、すぎなは憧れの男性日置正一に振り向いてもらうため自分を変革することを決意する。それはすぎなが巻き起こすレボリューションの、ほんの第一歩に過ぎなかった。

## 登場人物
倉井すぎな（くらい すぎな）
主人公。企画・営業課所属で29歳のOL。仕事は堅実にこなすが事務的で、周囲からの評判は男女問わず芳しくない。それまで積み上げてきたものを大胆に叩き壊すほどの意志の強さと、周囲の人間関係に対する繊細な心配りを内に秘めている。瀬戸内の生まれで、趣味は天体観測やプラネタリウムなどの天文関係。
日置正一（へき しょういち）
すぎなが密かに恋焦がれる後輩。27歳。自他共に認めるプレイボーイで、女子社員からの人気はNo.1。実はすぎなをやり逃げした張本人でもある。頭の良い方ではなく仕事でポカをやらかすこともあるが、外見とそれに裏打ちされた自信で、女性向け商品のプレゼンなどでは無類の強さを発揮する。田舎生まれで母と姉3人の女系家族。生まれてこの方女性に不自由したことはないが、いまだに真剣な恋愛というものを経験したことが無い。
広川善久（ひろかわ よしひさ）
日置の同期。仕事は優秀でよく気が利き同世代では出世頭だが、真面目すぎるきらいがあり人望はそこそこといったところ。すぎなの魅力に気付き、好意を抱く様になる。身長182cmのスポーツマン体型、頭もルックスもよく落ち着いた性格と、当初は作者が「つまらない」と言うほど人間的にできた人物だったが、後に嫉妬心から「ダーク広川」なる一面が発現し波乱を引き起こす。
三好佳奈子（みよし かなこ）
すぎなの同僚で日置のセックスフレンド。23歳。スレンダーな美人だが、若干乾燥肌なのが悩みの種。日置とはドライな関係のはずだったが、別れを告げられた際は人目も気にせず当り散らすほどの荒れようを見せていた。そんな自分がかっこ悪いことは自覚しつつも、それを武器に何度も日置を誘惑する。
山本祐（やまもと ゆう）
すぎなの同僚で31歳。軽い性格で女性にも節操が無く、手癖の悪さは社内にも知れ渡っている。わざと残業して女子社員に手伝わせ、それを口実に口説くという手口が十八番。「バージンの子としてみたかったから」という理由だけで、すぎなのことを狙っていた。ブリーフ派。
沢木（さわき）
広川の部下だが広川が苦手で日置に懐いている新入社員。おばあちゃんっ子であったらしくかなりの甘えん坊で、すぎなにはため口で人懐っこく接してくる。彼女持ちでありながら、しかもすぎなが広川と付き合っているということを知りながら平然とラブホテルに誘うなど、後先を考えない行動が目立つ。仮性包茎。
高橋（たかはし）
すぎな達の上司で役職は係長。既婚で妻に愛情を抱いていはいるものの、痩せている妻との性生活に満足できずふくよかなすぎなに関係を迫る。仕事でもベッドでも粘り強い。ズラ。
溝内（みぞうち）
すぎなの同期。ノリがよく、飲み会の際は幹事を買って出る。後輩でありながら自分よりも仕事が出来る広川のことを面白く思っていない。彼女にふられてすぎなに泣きつき、なし崩し的に関係を持ってしまう。早漏。
坂口（さかぐち）
すぎなの同僚の女子社員で三好と仲がいい。日置ファンのひとりでもあるが、内心広川のことも気になっている。すぎなのことはよく思っていないが、広川のために美味しいお茶の入れ方の指導を願い出る。
川村かえで（かわむら かえで）
広川達の取引先に勤める新人OL。愛称はかえ。家村に見出されて業務推進室長補佐の大役に抜擢される。太めの体重を気にしているためダイエットに熱心で、豊富なダイエット知識を持っている。大学の頃から堀に片想いを続けている。
堀雅也（ほり まさや）
かえでの同僚。大学時代からの友人でもあり、プライベートでは「かえ」「雅やん」と呼び合う仲。パッと見た外見はおたく風だが、眼鏡を外すと実は美男子という少女漫画のお約束的な風貌をしている。八重歯を気にしているため人前では薄ら笑いしかしないが、心を許した相手の前では大口で笑うという癖がある。同僚の水野と交際中。
水野（みずの）
堀の恋人。かえでとは正反対とも言える、モデルのような体型を持つ美人。恋人にも美貌を求める面食いで、堀には眼鏡を外してコンタクトレンズにするように薦める。
家村鷹之（いえむら たかゆき）
かえでの10歳上の上司で肩書きは業務推進室長。かえでと堀の研究室のOBでもある。別れた妻との間に4歳の娘を持つ。日置の犯した大失態を見事にカバーしたすぎなを自分の補佐役にしたいと考えていた。退職したすぎなに偶然出会い、その希望は叶えられることになる。光害をテーマにしたイベントを企画しており、鬼神のごとき働きっぷりを見せる。人の良さそうな外見に反して、性格は心底下衆である。
吉川（よしかわ）
天文学の研究者で、家村やかえでにとっては大学の恩師にあたる。息子が経営するペンションに天文台を私設し、天体観測に勤しんでいる。家村が進めるイベントに協力するためすぎなと対面するが、馬が合わないのか度々辛辣な言葉をすぎなに投げかける。マリリン・モンローのような魅惑的な女性が好み。日置の2番目の姉にあたるこのみを嫁に持ち、「クソジジイ」「クソ嫁」と仲良く罵り合っている。
日置の家族
母と長女美子（よしこ、未婚）はエステサロン経営。次女このみ（既婚）は調理師の経験を生かして嫁ぎ先のペンションの手伝い。三女香（かおり、バツイチだが元夫とはラブラブ）はアロマセラピスト。ペンションのオプションでエステコースを組み込み、エステの中でアロマを使うなど互助経営をしている。皆一様に美人だが、凄まじく商魂がたくましい。なお、姉弟の父は日置が生まれた日の晩、長男誕生に浮かれた挙句川に落ちて亡くなっている。

## コミックス
1. 1999年7月発行 ISBN 4-06-337405-X 新装版 2005年7月発行 ISBN 4-06-337578-1
2. 2000年1月発行 ISBN 4-06-337426-2 新装版 2005年7月発行 ISBN 4-06-337579-X
3. 2000年6月発行 ISBN 4-06-337444-0 新装版 2005年7月発行 ISBN 4-06-337580-3
4. 2000年11月発行 ISBN 4-06-337456-4
5. 2001年7月発行 ISBN 4-06-337470-X
6. 2002年3月発行 ISBN 4-06-337487-4
7. 2002年7月発行 ISBN 4-06-337497-1
8. 2003年2月発行 ISBN 4-06-337516-1